# 呼气流量峰值
峰值呼氣流量（英文：peak expiratory flow，PEF），也稱峰值呼氣流量測定（英文：peak expiratory flow rate, PEFR）是一個人的最大呼氣速度，用峰值流量計測量，一個用於監測一個人呼吸空氣能力的尖峰流速計。它測量通過支氣管的氣流，從而測量氣道中的阻塞程度。
為了解釋峰值呼氣流量測量的意義，根據從普通人群獲得的測量結果，對參考值（正常值，預測值）進行比較。在文獻中已經出版了各種參考值，並且根據患者的人口，種族，年齡，性別，身高和體重而變化。因此，使用表格或圖表來確定特定個人的正常值。最近，已經開發了醫用計算器來計算呼氣峰流量的預測值。

## 外部連結
- National Asthma Council of Australia
- Estimated Peak Expiratory Flow Calculator（页面存档备份，存于）
- NHANES III predicted value calculator for Peak Expiratory Flow（页面存档备份，存于）